# Ragnar Graeffe
Ragnar Graeffe (Ernst Ragnar Graeffe; * 16. September 1929 in Hanko; † 28. August 2005 in Lohja) war ein finnischer Sprinter und Hürdenläufer.
Bei den Europameisterschaften 1950 in Brüssel erreichte er über 400 Meter im Halbfinale aus und wurde Sechster in der 4-mal-400-Meter-Staffel.
1952 schied er bei den Olympischen Spielen in Helsinki über 400 Meter Hürden und in der 4-mal-400-Meter-Staffel jeweils im Vorlauf aus.
Bei den Europameisterschaften 1954 in Bern gewann er Bronze in der 4-mal-400-Meter-Staffel.

## Persönliche Bestzeiten
- 400 m: 48,5 s, 1954
- 400 m Hürden: 54,6 s, 1952